# Caroline Boudet
Pour les articles homonymes, voir Boudet.
Caroline Boudet, née le 1er septembre 1978 à Alençon, est une autrice et journaliste française.

## Biographie
Caroline Boudet a fait ses études à Science Po Rennes, puis à l'ESJ. Elle a été pigiste pour des médias français, notamment le journal Libération.
Elle s'est fait connaître en juin 2015 après la publication d'un message sur Facebook où elle parlait de son bébé, Louise, née avec une trisomie 21. Le message a ému des millions de personnes. Il a été traduit en quarante langues et a fait la une de dizaines de médias à travers le monde,,,.
Caroline Boudet est depuis une porte-voix des parents concernés par un enfant avec un handicap. Elle intervient dans les médias sur ce thème,,,. Elle est plus particulièrement avocate de l'inclusion scolaire,,.
Avec son mari, elle a fondé l'association Extralouise dont la mission est de changer l'image de la trisomie 21 en France.

## Vie privée
Caroline Boudet est l’aînée d'une famille de trois sœurs. Elle s'est mariée à Remy Bellet dans le Nevada. Ensemble, ils ont deux enfants : Paul et Louise. Louise est née en janvier 2015 avec une trisomie 21,.